# Droga wojewódzka 807
Die Droga wojewódzka 807 (DW 807) ist eine 70 Kilometer lange Droga wojewódzka (Woiwodschaftsstraße) in der polnischen Woiwodschaft Lublin und der Woiwodschaft Masowien, die Łuków mit Maciejowice verbindet. Die Strecke liegt im Powiat Łukowski und im Powiat Garwoliński.

## Streckenverlauf
Woiwodschaft Lublin, Powiat Łukowski
-  Łuków (DK 63, DK 76, DW 806, DW 808)
- Ryżki
- Czerśl
- Tuchowicz
- Stanin
- Kosuty
- Osiny
- Wandów
- Kamień
- Jarczew

Woiwodschaft Masowien, Powiat Garwoliński
- Żelechów
- Wola Żelechowska
- Ostrożeń Drugi
-  Gończyce (S 17, DK 17)
- Zosinek
- Sokół
- Sobolew
- Oronne
- Podzamcze
-  Maciejowice (DW 801)